# Mas Roig (les Borges Blanques)
El Mas Roig és una obra de les Borges Blanques (Garrigues) inclosa a l'Inventari del Patrimoni Arquitectònic de Catalunya.

## Descripció
Situat a l'enclavament de Masroig, complex format per diversos edificis, el principal d'ells té un escut on hi ha la data de 1853. Consta de planta baixa, pis i golfes; les obertures, amb petits balcons, són coronades per frontons triangulars; la façana acaba amb una balustrada que ens amaga la teulada. Dins del recinte hi ha una capella dedicada a la Mare de Déu. Fou propietat de l'Escaladei.